# Hålspetsammunition

Hålspetskula i genomskärning.

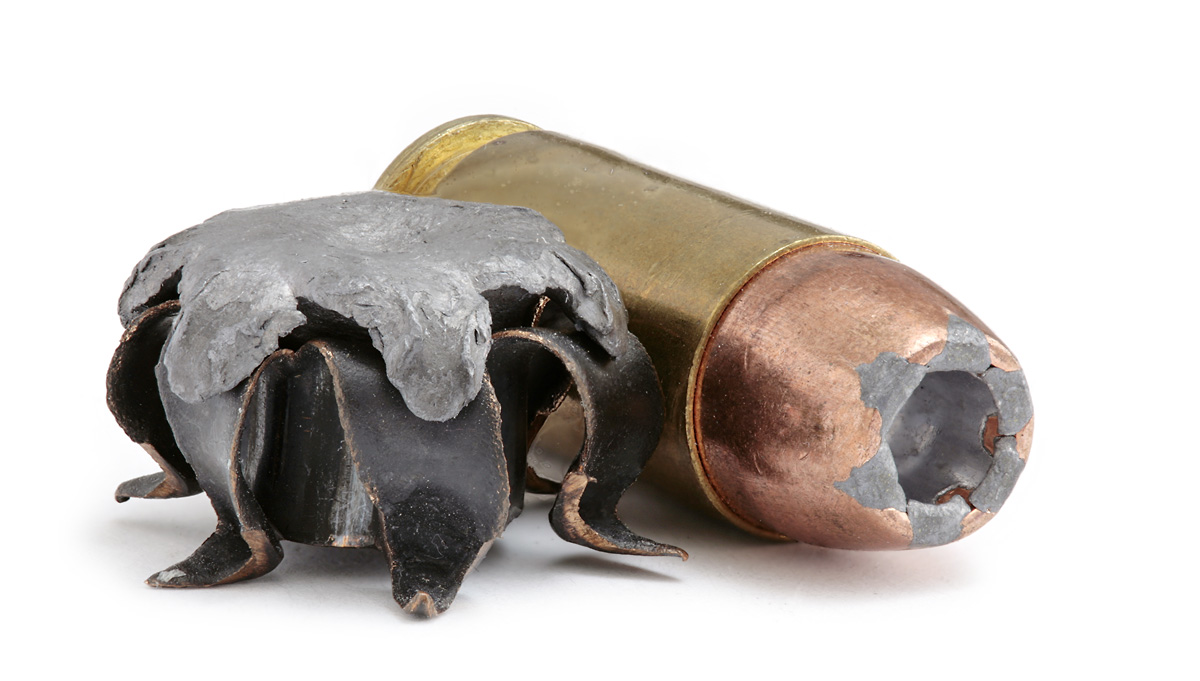
En hålspetskula före och efter träff.

Hålspetsammunition är en form av ammunition till skjutvapen där kulan har ett hål längst fram i spetsen. Hålspetskulor är förbjudna enligt Haagkonventionen från 1899. Konventionen gäller dock endast militära konflikter, och hålspetsammunition används vid precisionsskytte, jakt och av polis och säkerhetsstyrkor runtom i världen. Sedan den 1 november 2003 är hålspetsammunitionen SPEER Gold Dot även svenska polisens tjänsteammunition.

## Beskrivning
Det finns många olika typer av hålspetsammunition, men grundtanken med utformningen är att kulan ska öppna sig då den träffar målet. Då kulan öppnar sig förstoras dess diameter vilket resulterar i att kulan bromsas mer effektivt och därmed överför en större mängd energi till målet. Om kulan penetrerar målet fullständigt, kommer dess energi att vara lägre än en vanlig helmantlad kulas energi, vilket gör den mindre farlig om den skulle träffa ytterligare ett mål. En hålspetskula kan vara utformad för att expandera under kontrollerade former (som SPEER Gold Dot) eller för att så snabbt som möjligt expandera så mycket som möjligt. Den senare varianten där kulan har en luftfylld kammare innanför mantlingen i nosen används endast vid sportskytte då skadorna gör att den inte lämpar sig vare sig för jakt eller polisiärt bruk.
Hålspetsammunition används endast mycket sparsamt vid jakt, då halvmantlad ammunition i allmänhet ger ett bättre resultat med större blödning och tränger också in djupare i viltet. 
Vissa typer av hålspetsammunition är utformade för att expandera och bilda vassa kanter som skär igenom målet och orsakar kraftiga blödningar. Andra typer av hålspetsammunition är utformade för att helt splittras inne i målet för att orsaka maximal blödning. Detta är så kallad fragmenterande ammunition som normalt sett är tillverkad av pressat metallpulver och sådana kulor är mycket ovanliga. Dessa faktorer resulterar i att skottskador orsakade av hålspetsammunition kan vara svåra att behandla.